# Consistoire central israélite de Belgique
Pour les articles homonymes, voir Consistoire.
Le Consistoire central israélite de Belgique (CCIB)  ou Centraal israëlitisch consistorie van België (CICB), en néerlandais, est l'organe représentatif du judaïsme belge.

## Rôle
Le rôle du Consistoire central était à l'origine de :
- représenter et défendre les intérêts temporels du culte israélite auprès des autorités civiles ;
- être l'interlocuteur légal de l'État pour tout ce qui concerne la reconnaissance des communautés juives et la nomination de leurs ministres du culte.

Ce rôle s'est étendu à d'autres activités :
- soutenir l'éducation juive, grâce à ses réseaux de l'enseignement de la religion juive et en soutenant les deux Instituts universitaires d'Études du Judaïsme ;
- veiller à la préservation du patrimoine juif (Musée juif de Belgique et Institut de la mémoire audiovisuelle juive) ;
- promouvoir l'étude de l'histoire du judaïsme belge (Fondation de la Mémoire contemporaine )
- entretenir la mémoire de la Shoah (Musée juif de la déportation et de la résistance à Malines).

## Communautés reconnues par l'État belge
Dix-sept communautés israélites sont reconnues :
- 3 à Anvers
  - Communauté israélite orthodoxe d'Anvers Machsike Hadas
  - Communauté israélite d'Anvers Shomre Hadas
  - Communauté israélite de rite portugais d'Anvers
- dans le reste de la Flandre
  - Communauté israélite de Gand
  - Communauté israélite de Knokke
  - Communauté israélite d'Ostende - Synagogue d'Ostende
- 7 à Bruxelles
  - Communauté israélite sépharade de Bruxelles
  - Communauté israélite de Bruxelles - Grande Synagogue de Bruxelles
  - Communauté israélite orthodoxe de Bruxelles - Synagogue d'Anderlecht
  - Communauté israélite orthodoxe de Schaerbeek - Synagogue Ahavat Shalom
  - Communauté israélite de Saint-Gilles
  - Communauté israélite d'Uccle-Forest - Maalé
  - Communauté israélite Chaaré Tzion - Uccle (synagogue de la rue de Boetendael 147)
- 4 en Wallonie
  - Communauté israélite de Liège - Synagogue de Liège
  - Communauté israélite de Charleroi - Synagogue de Charleroi
  - Communauté israélite d'Arlon - Synagogue d'Arlon
  - Communauté israélite de Waterloo et du Brabant Sud (CIWABS)

## Liste des présidents
- 1832-1834 : Adolphe Oppenheim
- 1834-1837 : Adolphe Hauman
- 1837-1840 : Jonathan-Raphaël Bischoffsheim
- 1840-1842 : Henri Furth
- 1842-1848 : Sigmund Benda
- 1848-1849 : Henri Schuster
- 1849-1873 : Louis Lassen
- 1875-1884 : Joseph Oppenheim
- 1884-1899 : Jacques Wiener
- 1899-1919 : Baron Léon Lambert
- 1921-1929 : Franz Philippson
- 1931-1935 : Joseph May
- 1935-1938 : Maurice Philippson
- 1938-1956 : Général Ernest Wiener
- 1956-1962 : Max Gottschalk
- 1962-1978 : Paul Philippson
- 1978-1981 : baron Jean Bloch
- 1981-2001 : baron Georges Schnek
- 2001- 2015:  baron Julien Klener
- 2015 -        : Philippe Markiewicz

## Médias
Le Consistoire produit des émissions de radio ou de télévision en rapport avec le judaïsme et publie la revue Les Nouvelles Consistoriales.